# Heureux Anniversaire
Pour les articles homonymes, voir Anniversaire (homonymie).
Heureux Anniversaire est un film français de court métrage réalisé par Pierre Étaix sorti en 1961.
Oscar du meilleur court métrage de fiction 1962.

## Synopsis
Une jeune femme prépare la table pour fêter son anniversaire de mariage. Le mari se trouve coincé dans les encombrements parisiens. Les quelques arrêts pour les derniers achats ne font que le retarder davantage. 

## Fiche technique
- Réalisation : Pierre Étaix
- Scénario : Pierre Étaix et Jean-Claude Carrière
- Photographie : Pierre Levent
- Musique : Claude Stiermans
- Pays f'origine :  France
- Durée : 15 minutes
- Année : 1961

## Distribution
- Pierre Étaix : le mari
- Georges Loriot
- Nono Zammit
- Lucien Frégis
- Ican Paillaud
- Robert Blome
- Laurence Lignières : la femme
- Jean-Claude Carrière (non crédité) : le conducteur de camionnette